# 阿坦达·穆萨
阿坦达·穆萨（1960年2月3日—），尼日利亚乒乓球运动员。他曾代表尼日利亚参加1988年和1992年两届夏季奥运会，还曾获得2枚非洲运动会乒乓球比赛男子单打金牌。